# Andrij Demtsjenko
Andrij Anatolijovitsj Demtsjenko (Oekraïens: Андрій Анатолійович Демченко) (Zaporizja, 20 augustus 1976) is een voormalig Oekraïens-Russisch profvoetballer en huidig voetbaltrainer die enkele jaren onder contract stond bij onder anderen CSKA Moskou en Ajax.

## Clubcarrière
Demtsjenko kwam eind 1994 op achttienjarige leeftijd over van CSKA Moskou, waar hij voor drieëneenhalf jaar werd vastgelegd door Ajax. Slechts een heel enkele keer kreeg hij speelminuten in het eerste elftal. De trainers Louis van Gaal en zijn opvolger Morten Olsen vonden hem niet goed genoeg. Meestal werd er een plaats voor hem ingeruimd op de bank. Demtsjenko is nog vier maanden uitgeleend aan zijn oude club CSKA Moskou. In de zomer van 1998 tekende hij een contract bij de Oekraïense club Metaloerh Zaporizja, in de stad waar hij opgroeide. De middenvelder stond daar negen jaar onder contract. In zijn latere jaren als voetballer is hij nog actief geweest bij verschillende clubs in Oekraïne en Moldavië. Na zijn voetbalcarrière begon Demtsjenko als voetbaltrainer.

## Erelijst
| Competitie                 |        |                  |      |      |
| Competitie                 | Aantal | Jaren            |      |      |
| Ajax                       | Ajax   | Ajax             | Ajax | Ajax |
| -------------------------- | ------ | ---------------- | ---- | ---- |
| Mondiaal                   |        |                  |      |      |
| Wereldbeker voor clubteams | 1x     | 1995             |      |      |
| Continentaal               |        |                  |      |      |
| UEFA Super Cup             | 1x     | 1995             |      |      |
| Nationaal                  |        |                  |      |      |
| Eredivisie                 | 2x     | 1995/96, 1997/98 |      |      |
| KNVB Beker                 | 1x     | 1997/98          |      |      |

## Spellingswijze
In het Engels wordt zijn naam gespeld als Andriy Demchenko maar soms ook als Andrey Demchenko.